# Nelstone's Hawaiians
Nelstone's Hawaiians fue un dúo folk estadounidense proveniente del sur de Alabama integrado por el guitarrista steel Hubert Nelson y el guitarrista James D. Touchstone, quienes además eran los vocalistas. Nelstone's surgió de la combinación del apellido de ambos integrantes.
Grabaron para la discográfica Victor hacia finales de la década de 1920 en discos de 10 pulgadas o 78 RPM. Su sonido correspondía al estilo hawaiano de steel-guitar, muy popular en esa época, luego de que Hawái fuera anexionada por Estados Unidos a fines del siglo XIX.
Una de sus canciones más conocidas es "You'll never find a daddy like me", grabada el 21 de septiembre de 1928 en el Memphis Auditorium de Memphis, Tennessee. 
En 1945 el dúo demandó a las discográficas Leeds Music y Columbia Records por el uso no autorizado de su canción Just lonesome.

### Listado de canciones
Grabadas entre 1928 y 1929
- Just lonesome
- North-bound train (incluye versos de la canción "Going for a pardon"[3]
- You'll never find a daddy like me
- Mobile County blues
- Just because
- Village school
- Fatal flower garden